# Pied Pipers
The Pied Pipers fue un grupo estadounidense de música popular originalmente formado a finales de la década de 1930. Tuvieron varios éxitos en listados a través de la década de 1940, ambos bajo sus propios nombres y en asociación con Tommy Dorsey y Frank Sinatra.

## Origen
Originalmente consistían en ocho integrantes quienes habían pertenecido a tres grupos por separado: Jo Stafford de The Stafford Sisters, y siete hombres cantantes: John Huddleston, Hal Hopper, Chuck Lowry, Bud Hervey, George Tait, Woody Newbury, y Dick Whittinghill, quiénes habían pertenecido a dos grupos llamados The Four Esquires y The Three Rhythm Kings, todos los cuales estaban contribuyendo a la película de 1938 Alexander's Ragtime Band. El multi-instrumentalista Spencer Clark fue también miembros en un momento.